# Olena Govorova

н
Olena Ivanivna Govorova (ukrainska: Олена Іванівна Говорова), född den 18 september 1973 i Izmajil, Ukrainska SSR, Sovjetunionen, är en ukrainsk före detta friidrottare som tävlade i tresteg.
Govorova deltog vid VM 1995 i Göteborg där hon slutade tia med ett hopp på 14,07. Hon var även i final vid Olympiska sommarspelen 1996 och blev då nia. Vid VM 1997 i Aten slutade hon trea efter att ha hoppat 14,67.
Vid VM 1999 blev hon sjua med ett hopp på 14,74. Hennes största merit kom när hon blev bronsmedaljör vid Olympiska sommarspelen 2000 då hon hoppade 14,96. Hon var i final året efter vid VM i Edmonton och blev då tia.
Vid VM 2003 slutade hon sjua och hennes sista stora mästerskap blev Olympiska sommarspelen 2004 då hon slutade tia efter att ha hoppat 14,35.

## Personliga rekord
- Tresteg - 14,96 meter